# Cupa Cupelor EHF Feminin 2006-2007
Cupa Cupelor EHF Feminin 2006-2007 a fost a 31-a ediție a Cupei Cupelor EHF Feminin, competiția continentală organizată de EHF pentru câștigătoarele cupelor naționale din Europa. ŽRK Budućnost MONET era deținătoarea trofeului, după ce învinsese în finala ediției anterioare formația maghiară Győri ETO KC, cu scorul general de 51–48. În ediția 2006-2007, echipa muntenegreană a participat în Liga Campionilor.
Echipa românească CS Oltchim Râmnicu Vâlcea a câștigat ediția 2006-2007, după ce a învins în finală echipa norvegiană Byåsen HB Elite, cu scorul general de 59-53.

## Runda a 2-a
În Runda a 2-a au participat 22 de echipe care au jucat meciuri tur-retur. Tragerea la sorți a meciurilor Rundei a 2-a a avut loc la sediul EHF din Viena.

### Meciurile
| Echipa #1              | Total   | Echipa #2              | Tur     | Retur   |
| ---------------------- | ------- | ---------------------- | ------- | ------- |
| ŽRK Tvin Trgocentar    | 88 – 41 | KH Kosova Vushtrri     | 49 - 23 | 39 – 18 |
| ŽRK Ambalaža Kabran    | 43 – 81 | HK Slovan Duslo Šaľa   | 21 – 45 | 22 – 36 |
| Astrahanocika Astrahan | 53 – 37 | CD Gil Eanes           | 29 - 14 | 26 – 23 |
| DHW Antwerpen          | 25 – 94 | Oltchim Râmnicu Vâlcea | 11 - 47 | 14 – 47 |
| HF Teramo 2002         | 36 – 46 | LC Brühl Handball      | 18 – 24 | 18 – 22 |
| Haukar Hafnarfjörður   | 48 – 53 | Cornexi Alcoa          | 26 – 31 | 22 – 22 |
| Ormi School Patras     | 60 – 44 | Önnereds HK            | 32 – 23 | 28 – 21 |
| SPES Kefalovrisos      | 46 – 64 | MGA Handball Viena     | 25 - 37 | 21 – 27 |
| Akaba Bera Bera        | 74 – 33 | HV Beeker Fusie Club   | 42 – 17 | 32 – 16 |
| ABU Baku               | 54 – 54 | MKS Zagłębie Lubin     | 27 - 25 | 27 – 29 |
| Spartak Kiev           | 65 – 39 | Bnei Herzliya          | 26 - 17 | 39 – 22 |

#### Turul
| 13 octombrie 2006 17:00 | ABU Baku     | 27 - 25 | MKS Zagłębie Lubin     | ABU Arena, Baku Asistență: 500 Arbitri: Harabagiu, Stănescu |
| 13 octombrie 2006 17:00 | Ahromeeva 10 | (11-15) | Ciepłowska, Semeniuk 5 | ABU Arena, Baku Asistență: 500 Arbitri: Harabagiu, Stănescu |
| 13 octombrie 2006 17:00 | 2× 3×        | Cronica | 1× 2×                  | ABU Arena, Baku Asistență: 500 Arbitri: Harabagiu, Stănescu |

| 13 octombrie 2006 18:00 | ŽRK Ambalaža Kabran | 21 - 45 | HK Slovan Duslo Šaľa | Mestská športová hala, Šaľa Asistență: 400 Arbitri: Andorka, Hucker |
| 13 octombrie 2006 18:00 | Naceva 7            | (11-20) | Erdős, Šalátová 7    | Mestská športová hala, Šaľa Asistență: 400 Arbitri: Andorka, Hucker |
| 13 octombrie 2006 18:00 | 6× 3×               | Cronica | 2× 3×                | Mestská športová hala, Šaľa Asistență: 400 Arbitri: Andorka, Hucker |

| 13 octombrie 2006 19:30 | Haukar Hafnarfjörður | 26 - 31 | Cornexi Alcoa            | Íþróttamiðstöð Hauka, Hafnarfjörður Asistență: 500 Arbitri: Johansen , Lorentzen |
| 13 octombrie 2006 19:30 | Stojković 7          | (15-16) | Csatáne Balogh, Szrnka 6 | Íþróttamiðstöð Hauka, Hafnarfjörður Asistență: 500 Arbitri: Johansen , Lorentzen |
| 13 octombrie 2006 19:30 | 3× 2×                | Cronica | 2× 3×                    | Íþróttamiðstöð Hauka, Hafnarfjörður Asistență: 500 Arbitri: Johansen , Lorentzen |

| 14 octombrie 2006 16:45 | Akaba Bera Bera           | 42 - 17 | HV Beeker Fusie Club | Polideportivo Bidebieta, San Sebastián Asistență: 300 Arbitri: Bochniarz, Oleśków |
| 14 octombrie 2006 16:45 | Ziarsolo Areitioaurtena 8 | (22-7)  | Huijsmans, Rikers 4  | Polideportivo Bidebieta, San Sebastián Asistență: 300 Arbitri: Bochniarz, Oleśków |
| 14 octombrie 2006 16:45 | 6× 3× 1×                  | Cronica | 5× 3× 1×             | Polideportivo Bidebieta, San Sebastián Asistență: 300 Arbitri: Bochniarz, Oleśków |

| 14 octombrie 2006 17:00 | Astrahanocika Astrahan | 29 - 14 | CD Gil Eanes | Complexul Sportiv Zvezdnîi, Astrahan Asistență: 800 Arbitri: Șal , Asgarov |
| 14 octombrie 2006 17:00 | Parșina 7              | (11-6)  | Pina 5       | Complexul Sportiv Zvezdnîi, Astrahan Asistență: 800 Arbitri: Șal , Asgarov |
| 14 octombrie 2006 17:00 | 2× 3×                  | Cronica | 3×           | Complexul Sportiv Zvezdnîi, Astrahan Asistență: 800 Arbitri: Șal , Asgarov |

| 14 octombrie 2006 17:00 | SPES Kefalovrisos | 25 - 37 | MGA Handball Viena | Lyceum Arch. Kypriano, Larnaca Asistență: 200 Arbitri: Dimkova, Planska |
| 14 octombrie 2006 17:00 | Stoicescu 8       | (12-17) | Fischer 9          | Lyceum Arch. Kypriano, Larnaca Asistență: 200 Arbitri: Dimkova, Planska |
| 14 octombrie 2006 17:00 | 7× 2×             | Cronica | 3×                 | Lyceum Arch. Kypriano, Larnaca Asistență: 200 Arbitri: Dimkova, Planska |

| 14 octombrie 2006 18:45 | DHW Antwerpen | 11 - 47 | Oltchim Râmnicu Vâlcea | Sala Sporturilor Traian, Râmnicu Vâlcea Asistență: 1.700 Arbitri: Markovska, Vutov |
| 14 octombrie 2006 18:45 | Bijl 4        | (5-24)  | Nechita 8              | Sala Sporturilor Traian, Râmnicu Vâlcea Asistență: 1.700 Arbitri: Markovska, Vutov |
| 14 octombrie 2006 18:45 | 5× 2×         | Cronica | 3× 1×                  | Sala Sporturilor Traian, Râmnicu Vâlcea Asistență: 1.700 Arbitri: Markovska, Vutov |

| 14 octombrie 2006 19:00 | Ormi School Patras | 32 - 23 | Önnereds HK | Sala Sporturilor „Koukouli”, Patras Asistență: 1.100 Arbitri: Kostov, Kostov |
| 14 octombrie 2006 19:00 | Penev 11           | (16-11) | Isaksson 7  | Sala Sporturilor „Koukouli”, Patras Asistență: 1.100 Arbitri: Kostov, Kostov |
| 14 octombrie 2006 19:00 | 3× 1×              | Cronica | 7× 3×       | Sala Sporturilor „Koukouli”, Patras Asistență: 1.100 Arbitri: Kostov, Kostov |

| 14 octombrie 2006 20:15 | ŽRK Tvin Trgocentar | 49 - 23 | KH Kosova Vushtrri | Palestra e Sportit, Vushtrri Asistență: 1.000 Arbitri: Akman, Ersan |
| 14 octombrie 2006 20:15 | Batelka 11          | (23-10) | Kelmendi 8         | Palestra e Sportit, Vushtrri Asistență: 1.000 Arbitri: Akman, Ersan |
| 14 octombrie 2006 20:15 | 9× 2×               | Cronica | 5× 2×              | Palestra e Sportit, Vushtrri Asistență: 1.000 Arbitri: Akman, Ersan |

| 20 octombrie 2006 15:00 | Spartak Kiev | 26 - 17 | Bnei Herzliya | HaYovel, Herzliya Asistență: 300 Arbitri: Knezović, Knezović |
| 20 octombrie 2006 15:00 | Laiuk 5      | (13-9)  | Shainholtz 12 | HaYovel, Herzliya Asistență: 300 Arbitri: Knezović, Knezović |
| 20 octombrie 2006 15:00 | 5× 2×        | Cronica | 3×            | HaYovel, Herzliya Asistență: 300 Arbitri: Knezović, Knezović |

| 21 octombrie 2006 19:00 | HF Teramo 2002          | 18 - 24 | LC Brühl Handball | Pala San Nicolò di Teramo, Teramo Asistență: 800 Arbitri: Chaskis, Tsakonas |
| 21 octombrie 2006 19:00 | Lučić, Topor, Vujičić 4 | (10-10) | Weigelt 9         | Pala San Nicolò di Teramo, Teramo Asistență: 800 Arbitri: Chaskis, Tsakonas |
| 21 octombrie 2006 19:00 | 6× 3×                   | Cronica | 7× 2× 1×          | Pala San Nicolò di Teramo, Teramo Asistență: 800 Arbitri: Chaskis, Tsakonas |

#### Returul
| 15 octombrie 2006 10:30 | HK Slovan Duslo Šaľa | 36 - 22 | ŽRK Ambalaža Kabran    | Mestská športová hala, Šaľa Asistență: 200 Arbitri: Andorka, Hucker |
| 15 octombrie 2006 10:30 | Pileková 8           | (23-9)  | Papudjieva, Šalevska 5 | Mestská športová hala, Šaľa Asistență: 200 Arbitri: Andorka, Hucker |
| 15 octombrie 2006 10:30 | 3× 1×                | Cronica | 4× 3× 1×               | Mestská športová hala, Šaľa Asistență: 200 Arbitri: Andorka, Hucker |

| 15 octombrie 2006 14:00 | CD Gil Eanes               | 23 - 26 | Astrahanocika Astrahan | Complexul Sportiv Zvezdnîi, Astrahan Asistență: 600 Arbitri: Șal , Asgarov |
| 15 octombrie 2006 14:00 | Barbosa, Ferreira, Lopes 4 | (12-13) | Parșina 7              | Complexul Sportiv Zvezdnîi, Astrahan Asistență: 600 Arbitri: Șal , Asgarov |
| 15 octombrie 2006 14:00 | 3×                         | Cronica | 6× 3×                  | Complexul Sportiv Zvezdnîi, Astrahan Asistență: 600 Arbitri: Șal , Asgarov |

| 15 octombrie 2006 16:00 | Cornexi Alcoa    | 22 - 22 | Haukar Hafnarfjörður | Íþróttamiðstöð Hauka, Hafnarfjörður Asistență: 380 Arbitri: Johansen , Lorentzen |
| 15 octombrie 2006 16:00 | Csatáne Balogh 7 | (9-11)  | Pekarskytė 12        | Íþróttamiðstöð Hauka, Hafnarfjörður Asistență: 380 Arbitri: Johansen , Lorentzen |
| 15 octombrie 2006 16:00 | 3×               | Cronica | 3× 1×                | Íþróttamiðstöð Hauka, Hafnarfjörður Asistență: 380 Arbitri: Johansen , Lorentzen |

| 15 octombrie 2006 17:00 | MKS Zagłębie Lubin | 29 - 27 | ABU Baku    | ABU Arena, Baku Asistență: 700 Arbitri: Harabagiu, Stănescu |
| 15 octombrie 2006 17:00 | Ciepłowska 10      | (15-13) | Ahromeeva 9 | ABU Arena, Baku Asistență: 700 Arbitri: Harabagiu, Stănescu |
| 15 octombrie 2006 17:00 | 6× 2× 1×           | Cronica | 8× 2×       | ABU Arena, Baku Asistență: 700 Arbitri: Harabagiu, Stănescu |

| 15 octombrie 2006 17:00 | Oltchim Râmnicu Vâlcea | 47 - 14 | DHW Antwerpen                         | Sala Sporturilor Traian, Râmnicu Vâlcea Asistență: 800 Arbitri: Markovska, Vutov |
| 15 octombrie 2006 17:00 | Pușcașu 9              | (26-7)  | Bijl, Duhamel, Van Meensel, Verelst 3 | Sala Sporturilor Traian, Râmnicu Vâlcea Asistență: 800 Arbitri: Markovska, Vutov |
| 15 octombrie 2006 17:00 | 2×                     | Cronica | 3× 1×                                 | Sala Sporturilor Traian, Râmnicu Vâlcea Asistență: 800 Arbitri: Markovska, Vutov |

| 15 octombrie 2006 20:45 | KH Kosova Vushtrri | 18 - 39 | ŽRK Tvin Trgocentar | Palestra e Sportit, Vushtrri Asistență: 500 Arbitri: Akman, Ersan |
| 15 octombrie 2006 20:45 | Hyseni 7           | (8-19)  | Begović, Lovrak 7   | Palestra e Sportit, Vushtrri Asistență: 500 Arbitri: Akman, Ersan |
| 15 octombrie 2006 20:45 | 6× 3× 1×           | Cronica | 3×                  | Palestra e Sportit, Vushtrri Asistență: 500 Arbitri: Akman, Ersan |

| 21 octombrie 2006 16:00 | Önnereds HK           | 21 - 28 | Ormi School Patras | ÖHK Hallen, Göteborg Asistență: 850 Arbitri: Žvironas, Mikučionis |
| 21 octombrie 2006 16:00 | Isaksson, Nordström 5 | (8-14)  | Poimenidou 9       | ÖHK Hallen, Göteborg Asistență: 850 Arbitri: Žvironas, Mikučionis |
| 21 octombrie 2006 16:00 | 4× 3× 1×              | Cronica | 7× 1×              | ÖHK Hallen, Göteborg Asistență: 850 Arbitri: Žvironas, Mikučionis |

| 21 octombrie 2006 18:00 | MGA Handball Viena | 27 - 21 | SPES Kefalovrisos | Sporthalle Hollgasse, Viena Asistență: 300 Arbitri: Radová, Trunečková |
| 21 octombrie 2006 18:00 | Fischer 10         | (17-13) | Stoicescu 9       | Sporthalle Hollgasse, Viena Asistență: 300 Arbitri: Radová, Trunečková |
| 21 octombrie 2006 18:00 | 6× 2×              | Cronica | 8× 2×             | Sporthalle Hollgasse, Viena Asistență: 300 Arbitri: Radová, Trunečková |

| 21 octombrie 2006 19:30 | HV Beeker Fusie Club | 16 - 32 | Akaba Bera Bera | Sporthal De Haamen, Beek Asistență: 400 Arbitri: Løck, Gullaksen |
| 21 octombrie 2006 19:30 | Bemelmans 5          | (7-18)  | Tervel 8        | Sporthal De Haamen, Beek Asistență: 400 Arbitri: Løck, Gullaksen |
| 21 octombrie 2006 19:30 | 3× 2×                | Cronica | 3× 2×           | Sporthal De Haamen, Beek Asistență: 400 Arbitri: Løck, Gullaksen |

| 22 octombrie 2006 16:00 | LC Brühl Handball | 18 - 39 | HF Teramo 2002 | Pala San Nicolò di Teramo, Teramo Asistență: 800 Arbitri: Chaskis, Tsakonas |
| 22 octombrie 2006 16:00 | Lang 8            | (11-12) | Lučić 6        | Pala San Nicolò di Teramo, Teramo Asistență: 800 Arbitri: Chaskis, Tsakonas |
| 22 octombrie 2006 16:00 | 12× 3× 1×         | Cronica | 5× 2× 1×       | Pala San Nicolò di Teramo, Teramo Asistență: 800 Arbitri: Chaskis, Tsakonas |

| 22 octombrie 2006 20:00 | Bnei Herzliya          | 22 - 39 | Spartak Kiev | HaYovel, Herzliya Asistență: 300 Arbitri: Knezović, Knezović |
| 22 octombrie 2006 20:00 | Friedman, Shainholtz 6 | (10-15) | Bilenia 9    | HaYovel, Herzliya Asistență: 300 Arbitri: Knezović, Knezović |
| 22 octombrie 2006 20:00 | 6× 2×                  | Cronica | 5× 4×        | HaYovel, Herzliya Asistență: 300 Arbitri: Knezović, Knezović |

## Runda a 3-a
În Runda a 3-a au evoluat învingătoarele Rundei a 2-a, cărora li s-au adăugat cinci echipe calificate direct în această etapă. Tragerea la sorți a meciurilor Rundei a 3-a a avut loc la sediul EHF din Viena. Partidele s-au jucat în sistem tur-retur.

### Meciurile
| Echipa #1              | Total   | Echipa #2              | Tur     | Retur   |
| ---------------------- | ------- | ---------------------- | ------- | ------- |
| Akaba Bera Bera        | 58 – 46 | LC Brühl Handball      | 33 – 30 | 25 – 16 |
| GOG Svendborg TGI      | 56 – 50 | HK Slovan Duslo Šaľa   | 26 – 25 | 30 – 25 |
| Ormi School Patras     | 46 – 59 | Gjerpen Handball Skien | 25 – 21 | 21 – 38 |
| Havre HAC              | 51 – 37 | ABU Baku               | 27 - 19 | 24 – 18 |
| Cornexi Alcoa          | 48 – 65 | Oltchim Râmnicu Vâlcea | 25 - 25 | 23 – 40 |
| ŽRK Tvin Trgocentar    | 62 – 57 | Spartak Kiev           | 32 - 31 | 30 – 26 |
| Lasta Radnički Belgrad | 52 – 67 | Astrahanocika Astrahan | 30 - 36 | 22 – 31 |
| MGA Handball Viena     | 23 - 94 | FC Nürnberg            | 14 - 44 | 9 – 50  |

#### Turul
| 6 ianuarie 2007 17:00 | Cornexi Alcoa | 25 - 25 | Oltchim Râmnicu Vâlcea | Köfém Sportcsarnok, Székesfehérvár Asistență: 1.100 Arbitri: Kamisevski, Naumovski |
| 6 ianuarie 2007 17:00 | Szrnka 8      | (14-15) | Ardean-Elisei 11       | Köfém Sportcsarnok, Székesfehérvár Asistență: 1.100 Arbitri: Kamisevski, Naumovski |
| 6 ianuarie 2007 17:00 | 1× 2×         | Cronica | 5× 2×                  | Köfém Sportcsarnok, Székesfehérvár Asistență: 1.100 Arbitri: Kamisevski, Naumovski |

| 6 ianuarie 2007 18:00 | MGA Handball Viena | 14 - 44 | FC Nürnberg | Sporthalle Hollgasse, Viena Asistență: 600 Arbitri: Gubica, Milošević |
| 6 ianuarie 2007 18:00 | Spasojević 7       | (7-20)  | Strass 9    | Sporthalle Hollgasse, Viena Asistență: 600 Arbitri: Gubica, Milošević |
| 6 ianuarie 2007 18:00 | 4× 2×              | Cronica | 2× 3×       | Sporthalle Hollgasse, Viena Asistență: 600 Arbitri: Gubica, Milošević |

| 6 ianuarie 2007 18:30 | Ormi School Patras | 25 - 21 | Gjerpen Handball Skien | Sala Sporturilor „Koukouli”, Patras Asistență: 700 Arbitri: Lovrić, Petković |
| 6 ianuarie 2007 18:30 | Penev 6            | (16-11) | Zámorská 10            | Sala Sporturilor „Koukouli”, Patras Asistență: 700 Arbitri: Lovrić, Petković |
| 6 ianuarie 2007 18:30 | 4× 3×              | Cronica | 6× 3×                  | Sala Sporturilor „Koukouli”, Patras Asistență: 700 Arbitri: Lovrić, Petković |

| 7 ianuarie 2007 16:00 | GOG Svendborg TGI | 26 - 25 | HK Slovan Duslo Šaľa | Gudme-Hallerne, Gudme Asistență: 600 Arbitri: Guseva, Vartanian |
| 7 ianuarie 2007 16:00 | Rockne 6          | (13-12) | Erdős 6              | Gudme-Hallerne, Gudme Asistență: 600 Arbitri: Guseva, Vartanian |
| 7 ianuarie 2007 16:00 | 1×                | Cronica | 3× 1×                | Gudme-Hallerne, Gudme Asistență: 600 Arbitri: Guseva, Vartanian |

| 7 ianuarie 2007 17:00 | Havre HAC           | 27 - 19 | ABU Baku    | Docks Océnae, Le Havre Asistență: 1.500 Arbitri: Radová, Trunečková |
| 7 ianuarie 2007 17:00 | Silva dos Santos 11 | (14-11) | Ahromeeva 8 | Docks Océnae, Le Havre Asistență: 1.500 Arbitri: Radová, Trunečková |
| 7 ianuarie 2007 17:00 | 5× 2×               | Cronica | 8× 3×       | Docks Océnae, Le Havre Asistență: 1.500 Arbitri: Radová, Trunečková |

| 12 ianuarie 2007 18:45 | Akaba Bera Bera | 33 - 30 | LC Brühl Handball | Polideportivo Bidebieta, San Sebastián Asistență: 1.000 Arbitri: Di Domenico, Fornasier |
| 12 ianuarie 2007 18:45 | Tervel 9        | (16-18) | Weigelt 12        | Polideportivo Bidebieta, San Sebastián Asistență: 1.000 Arbitri: Di Domenico, Fornasier |
| 12 ianuarie 2007 18:45 | 4× 3×           | Cronica | 6× 3×             | Polideportivo Bidebieta, San Sebastián Asistență: 1.000 Arbitri: Di Domenico, Fornasier |

| 12 ianuarie 2007 19:00 | ŽRK Tvin Trgocentar | 32 - 31 | Spartak Kiev | Tehnička škola, Virovitica Asistență: 1.500 Arbitri: Ünlü, Simsek |
| 12 ianuarie 2007 19:00 | Noveska 11          | (21-16) | Laiuk 9      | Tehnička škola, Virovitica Asistență: 1.500 Arbitri: Ünlü, Simsek |
| 12 ianuarie 2007 19:00 | 6× 3×               | Cronica | 4× 3×        | Tehnička škola, Virovitica Asistență: 1.500 Arbitri: Ünlü, Simsek |

| 13 ianuarie 2007 17:00 | Lasta Radnički Belgrad | 30 - 36 | Astrahanocika Astrahan           | Complexul Sportiv Zvezdnîi, Astrahan Asistență: 1.200 Arbitri: Chaskis, Tsakonas |
| 13 ianuarie 2007 17:00 | Dmitrović 14           | (15-20) | Ghermaceva, Kurbanova, Parșina 8 | Complexul Sportiv Zvezdnîi, Astrahan Asistență: 1.200 Arbitri: Chaskis, Tsakonas |
| 13 ianuarie 2007 17:00 | 6× 3×                  | Cronica | 3× 2×                            | Complexul Sportiv Zvezdnîi, Astrahan Asistență: 1.200 Arbitri: Chaskis, Tsakonas |

#### Returul
| 8 ianuarie 2007 20:00 | ABU Baku   | 18 - 24 | Havre HAC          | Docks Océnae, Le Havre Asistență: 550 Arbitri: Radová, Trunečková |
| 8 ianuarie 2007 20:00 | Ulianici 5 | (14-11) | Silva dos Santos 8 | Docks Océnae, Le Havre Asistență: 550 Arbitri: Radová, Trunečková |
| 8 ianuarie 2007 20:00 | 6× 3×      | Cronica | 5× 2×              | Docks Océnae, Le Havre Asistență: 550 Arbitri: Radová, Trunečková |

| 13 ianuarie 2007 18:00 | HK Slovan Duslo Šaľa | 25 - 30 | GOG Svendborg TGI         | Mestská športová hala, Šaľa Asistență: 1.800 Arbitri: Sîrbu, Suponicov |
| 13 ianuarie 2007 18:00 | Šalátová 11          | (16-15) | Hovind Johansen, Rockne 6 | Mestská športová hala, Šaľa Asistență: 1.800 Arbitri: Sîrbu, Suponicov |
| 13 ianuarie 2007 18:00 | 3× 1×                | Cronica | 5× 3×                     | Mestská športová hala, Šaľa Asistență: 1.800 Arbitri: Sîrbu, Suponicov |

| 13 ianuarie 2007 19:00 | LC Brühl Handball | 16 - 25 | Akaba Bera Bera       | Polideportivo Bidebieta, San Sebastián Asistență: 400 Arbitri: Di Domenico, Fornasier |
| 13 ianuarie 2007 19:00 | Bachmann, Lang 3  | (4-12)  | Krnić, Pinedo Saenz 5 | Polideportivo Bidebieta, San Sebastián Asistență: 400 Arbitri: Di Domenico, Fornasier |
| 13 ianuarie 2007 19:00 | 8× 3× 1×          | Cronica | 5× 3×                 | Polideportivo Bidebieta, San Sebastián Asistență: 400 Arbitri: Di Domenico, Fornasier |

| 13 ianuarie 2007 19:00 | FC Nürnberg | 50 - 9  | MGA Handball Viena | Halle am Valznerweiher, Nürnberg Asistență: 600 Arbitri: Raluy López, Sabroso Ramírez |
| 13 ianuarie 2007 19:00 | Walzik 11   | (23-5)  | Spasojević 3       | Halle am Valznerweiher, Nürnberg Asistență: 600 Arbitri: Raluy López, Sabroso Ramírez |
| 13 ianuarie 2007 19:00 | 4× 3×       | Cronica | 2× 3×              | Halle am Valznerweiher, Nürnberg Asistență: 600 Arbitri: Raluy López, Sabroso Ramírez |

| 14 ianuarie 2007 11:00 | Oltchim Râmnicu Vâlcea | 40 - 23 | Cornexi Alcoa | Sala Sporturilor Traian, Râmnicu Vâlcea Asistență: 2.000 Arbitri: Opava, Válek |
| 14 ianuarie 2007 11:00 | Gâlcă 8                | (21-9)  | Fekete 5      | Sala Sporturilor Traian, Râmnicu Vâlcea Asistență: 2.000 Arbitri: Opava, Válek |
| 14 ianuarie 2007 11:00 | 2× 3×                  | Cronica | 5× 2×         | Sala Sporturilor Traian, Râmnicu Vâlcea Asistență: 2.000 Arbitri: Opava, Válek |

| 14 ianuarie 2007 17:00 | Astrahanocika Astrahan | 31 - 22 | Lasta Radnički Belgrad | Complexul Sportiv Zvezdnîi, Astrahan Asistență: 1.200 Arbitri: Chaskis, Tsakonas |
| 14 ianuarie 2007 17:00 | Arhipova 6             | (14-8)  | Vranješ 5              | Complexul Sportiv Zvezdnîi, Astrahan Asistență: 1.200 Arbitri: Chaskis, Tsakonas |
| 14 ianuarie 2007 17:00 | 1× 3×                  | Cronica | 3×                     | Complexul Sportiv Zvezdnîi, Astrahan Asistență: 1.200 Arbitri: Chaskis, Tsakonas |

| 14 ianuarie 2007 18:00 | Gjerpen Handball Skien | 38 - 21 | Ormi School Patras | Skienshallen, Skien Asistență: 700 Arbitri: Samuelsen, Hansen |
| 14 ianuarie 2007 18:00 | Tønnessen 9            | (16-11) | Dronić 7           | Skienshallen, Skien Asistență: 700 Arbitri: Samuelsen, Hansen |
| 14 ianuarie 2007 18:00 | 2×                     | Cronica | 2×                 | Skienshallen, Skien Asistență: 700 Arbitri: Samuelsen, Hansen |

| 14 ianuarie 2007 19:00 | Spartak Kiev | 26 - 30 | ŽRK Tvin Trgocentar | Tehnička škola, Virovitica Asistență: 1.300 Arbitri: Ünlü, Simsek |
| 14 ianuarie 2007 19:00 | Laiuk 6      | (11-15) | Begović 7           | Tehnička škola, Virovitica Asistență: 1.300 Arbitri: Ünlü, Simsek |
| 14 ianuarie 2007 19:00 | 10× 3× 1×    | Cronica | 9× 3×               | Tehnička škola, Virovitica Asistență: 1.300 Arbitri: Ünlü, Simsek |

## Runda a 4-a
În această rundă s-au calificat învingătoarele Rundei a 3-a. Tragerea la sorți a meciurilor Rundei a 4-a a avut loc la sediul EHF din Viena. Partidele s-au jucat în sistem tur-retur.

### Meciurile
| Echipa #1              | Total   | Echipa #2                      | Tur     | Retur   |
| ---------------------- | ------- | ------------------------------ | ------- | ------- |
| Akaba Bera Bera        | 50 – 53 | Astrahanocika Astrahan         | 29 – 24 | 21 – 29 |
| FC Nürnberg            | 53 – 60 | Oltchim Râmnicu Vâlcea         | 27 – 29 | 26 – 31 |
| Havre HAC              | 49 – 53 | GOG Svendborg TGI              | 26 – 27 | 23 – 26 |
| Gjerpen Handball Skien | 60 – 53 | ŽRK Tvin Trgocentar Virovitica | 31 – 25 | 29 – 28 |

#### Turul
| 16 februarie 2007 19:00 | Gjerpen Handball Skien | 31 - 25 | ŽRK Tvin Trgocentar | Skienshallen, Skien Asistență: 400 Arbitri: Bașmak, Frolov |
| 16 februarie 2007 19:00 | Knudsen 7              | (14-11) | Hrg 7               | Skienshallen, Skien Asistență: 400 Arbitri: Bașmak, Frolov |
| 16 februarie 2007 19:00 | 1× 2×                  | Cronica | 3×                  | Skienshallen, Skien Asistență: 400 Arbitri: Bașmak, Frolov |

| 17 februarie 2007 19:00 | FC Nürnberg | 27 - 29 | Oltchim Râmnicu Vâlcea | Halle am Valznerweiher, Nürnberg Asistență: 1.000 Arbitri: Marić, Gardinovački |
| 17 februarie 2007 19:00 | Rösler 7    | (15-15) | Ardean-Elisei, Luca 8  | Halle am Valznerweiher, Nürnberg Asistență: 1.000 Arbitri: Marić, Gardinovački |
| 17 februarie 2007 19:00 | 3× 1×       | Cronica | 5× 3×                  | Halle am Valznerweiher, Nürnberg Asistență: 1.000 Arbitri: Marić, Gardinovački |

| 17 februarie 2007 20:00 | Havre HAC          | 26 - 27 | GOG Svendborg TGI | Docks Océnae, Le Havre Asistență: 2.400 Arbitri: Andorka, Hucker |
| 17 februarie 2007 20:00 | Silva dos Santos 7 | (15-9)  | Kviesgaard 7      | Docks Océnae, Le Havre Asistență: 2.400 Arbitri: Andorka, Hucker |
| 17 februarie 2007 20:00 | 2× 3×              | Cronica | 2×                | Docks Océnae, Le Havre Asistență: 2.400 Arbitri: Andorka, Hucker |

| 18 februarie 2007 12:00 | Akaba Bera Bera | 29 - 24 | Astrahanocika Astrahan | Polideportivo Bidebieta, San Sebastián Asistență: 400 Arbitri: Riga, Thomassen |
| 18 februarie 2007 12:00 | Tervel 7        | (15-12) | Parșina 7              | Polideportivo Bidebieta, San Sebastián Asistență: 400 Arbitri: Riga, Thomassen |
| 18 februarie 2007 12:00 | 2× 3×           | Cronica | 3× 2×                  | Polideportivo Bidebieta, San Sebastián Asistență: 400 Arbitri: Riga, Thomassen |

#### Returul
| 18 februarie 2007 18:00 | ŽRK Tvin Trgocentar | 28 - 29 | Gjerpen Handball Skien | Skienshallen, Skien Asistență: 800 Arbitri: Bașmak, Frolov |
| 18 februarie 2007 18:00 | Vrkljan 9           | (12-15) | Zámorská 11            | Skienshallen, Skien Asistență: 800 Arbitri: Bașmak, Frolov |
| 18 februarie 2007 18:00 | 5× 2×               | Cronica | 5× 2×                  | Skienshallen, Skien Asistență: 800 Arbitri: Bașmak, Frolov |

| 24 februarie 2007 14:30 | GOG Svendborg TGI | 26 - 23 | Havre HAC           | Gudme-Hallerne, Gudme Asistență: 600 Arbitri: Cvetko, Kavalar |
| 24 februarie 2007 14:30 | Hovind Johansen 8 | (12-8)  | Silva dos Santos 13 | Gudme-Hallerne, Gudme Asistență: 600 Arbitri: Cvetko, Kavalar |
| 24 februarie 2007 14:30 | 4× 3×             | Cronica | 4× 3× 1×            | Gudme-Hallerne, Gudme Asistență: 600 Arbitri: Cvetko, Kavalar |

| 24 februarie 2007 17:00 | Oltchim Râmnicu Vâlcea | 31 - 26 | FC Nürnberg | Sala Sporturilor Traian, Râmnicu Vâlcea Asistență: 2.200 Arbitri: Iudhiț, Kot |
| 24 februarie 2007 17:00 | Ardean-Elisei 15       | (13-11) | Engel 6     | Sala Sporturilor Traian, Râmnicu Vâlcea Asistență: 2.200 Arbitri: Iudhiț, Kot |
| 24 februarie 2007 17:00 | 6× 3×                  | Cronica | 5× 3×       | Sala Sporturilor Traian, Râmnicu Vâlcea Asistență: 2.200 Arbitri: Iudhiț, Kot |

| 25 februarie 2007 14:00 | Astrahanocika Astrahan | 29 - 21 | Akaba Bera Bera                            | Complexul Sportiv Zvezdnîi, Astrahan Asistență: 1.000 Arbitri: Jović, Hasić |
| 25 februarie 2007 14:00 | Parșina 9              | (14-6)  | Garmendia López, Ziarsolo Areitioaurtena 5 | Complexul Sportiv Zvezdnîi, Astrahan Asistență: 1.000 Arbitri: Jović, Hasić |
| 25 februarie 2007 14:00 | 4× 2×                  | Cronica | 8× 2×                                      | Complexul Sportiv Zvezdnîi, Astrahan Asistență: 1.000 Arbitri: Jović, Hasić |

## Sferturile de finală
În sferturile de finală, celor patru echipe câștigătoare ale Rundei a 4-a li s-au alăturat cele patru echipe care s-au clasat pe locurile trei în grupele Ligii Campionilor, fiind astfel eliminate din principala competiție europeană. Echipele au fost distribuite în două urne, iar tragerea la sorți a meciurilor s-a făcut la sediul EHF din Viena. Partidele s-au jucat în sistem tur-retur.

### Distribuția
| Urna 1                                                                        | Urna a 2-a                                                                             |
| ----------------------------------------------------------------------------- | -------------------------------------------------------------------------------------- |
| Byåsen HB Elite Budapest Bank-FTC Cem. la Union-Ribarroja Podravka Koprivnica | Astrahanocika Astrahan Gjerpen Handball Skien GOG Svendborg TGI Oltchim Râmnicu Vâlcea |

### Meciurile
| Echipa #1               | Total | Echipa #2              | Tur   | Retur |
| ----------------------- | ----- | ---------------------- | ----- | ----- |
| Podravka Koprivnica     | 53–61 | Oltchim Râmnicu Vâlcea | 32-27 | 21-34 |
| Byåsen HB Elite         | 65-47 | Astrahanocika Astrahan | 30-28 | 35-19 |
| Cem. la Union-Ribarroja | 55-49 | Gjerpen Handball Skien | 30–21 | 25-28 |
| GOG Svendborg TGI       | 48–57 | Budapest Bank-FTC      | 29-29 | 19-28 |

#### Turul
| 17 martie 2007 12:15 | GOG Svendborg TGI | 29 - 29 | Budapest Bank-FTC | Gudme-Hallerne, Gudme Asistență: 1.000 Arbitri: Lindroos, Leandersson |
| 17 martie 2007 12:15 | Jensen 7          | (16-15) | Tóth 10           | Gudme-Hallerne, Gudme Asistență: 1.000 Arbitri: Lindroos, Leandersson |
| 17 martie 2007 12:15 | 2× 3×             | Cronica | 3×                | Gudme-Hallerne, Gudme Asistență: 1.000 Arbitri: Lindroos, Leandersson |

| 17 martie 2007 18:00 | Podravka Koprivnica | 32 - 27 | Oltchim Râmnicu Vâlcea | Sportska dvorana Gimnazije „Fran Galović”, Koprivnica Asistență: 1.500 Arbitri: Kohout, Novák |
| 17 martie 2007 18:00 | Pasičnik 10         | (19-16) | Maier 9                | Sportska dvorana Gimnazije „Fran Galović”, Koprivnica Asistență: 1.500 Arbitri: Kohout, Novák |
| 17 martie 2007 18:00 | 7× 3× 1×            | Cronica | 4× 3× 1×               | Sportska dvorana Gimnazije „Fran Galović”, Koprivnica Asistență: 1.500 Arbitri: Kohout, Novák |

| 17 martie 2007 18:30 | Cem. la Union-Ribarroja | 30 - 21 | Gjerpen Handball Skien | Pabellón Municipal, Riba-roja de Túria Asistență: 400 Arbitri: Katsikis, Mihailidis |
| 17 martie 2007 18:30 | Guerola Galera 6        | (13-9)  | Toumi 5                | Pabellón Municipal, Riba-roja de Túria Asistență: 400 Arbitri: Katsikis, Mihailidis |
| 17 martie 2007 18:30 | 4× 3×                   | Cronica | 4× 2×                  | Pabellón Municipal, Riba-roja de Túria Asistență: 400 Arbitri: Katsikis, Mihailidis |

| 23 martie 2007 17:00 | Byåsen HB Elite | 30 - 28 | Astrahanocika Astrahan | Complexul Sportiv Zvezdnîi, Astrahan Asistență: 1.000 Arbitri: Argyrou, Loizou |
| 23 martie 2007 17:00 | Snorroeggen 11  | (12-11) | Dihman 7               | Complexul Sportiv Zvezdnîi, Astrahan Asistență: 1.000 Arbitri: Argyrou, Loizou |
| 23 martie 2007 17:00 | 2× 3×           | Cronica | 1× 3×                  | Complexul Sportiv Zvezdnîi, Astrahan Asistență: 1.000 Arbitri: Argyrou, Loizou |

#### Returul
| 24 martie 2007 14:00 | Astrahanocika Astrahan | 19 - 35 | Byåsen HB Elite | Complexul Sportiv Zvezdnîi, Astrahan Asistență: 1.000 Arbitri: Argyrou, Loizou |
| 24 martie 2007 14:00 | Parșina 6              | (13-17) | Svestad 7       | Complexul Sportiv Zvezdnîi, Astrahan Asistență: 1.000 Arbitri: Argyrou, Loizou |
| 24 martie 2007 14:00 | 1× 2×                  | Cronica | 4× 3×           | Complexul Sportiv Zvezdnîi, Astrahan Asistență: 1.000 Arbitri: Argyrou, Loizou |

| 24 martie 2007 16:15 | Budapest Bank-FTC | 28 - 19 | GOG Svendborg TGI | Főtáv Kézilabda Aréna, Budapesta Asistență: 1.200 Arbitri: Pavel, State |
| 24 martie 2007 16:15 | Tóth 7            | (15-10) | Rokne 5           | Főtáv Kézilabda Aréna, Budapesta Asistență: 1.200 Arbitri: Pavel, State |
| 24 martie 2007 16:15 | 3× 2× 1×          | Cronica | 5× 3×             | Főtáv Kézilabda Aréna, Budapesta Asistență: 1.200 Arbitri: Pavel, State |

| 24 martie 2007 18:00 | Oltchim Râmnicu Vâlcea | 34 - 21 | Podravka Koprivnica | Sala Sporturilor Traian, Râmnicu Vâlcea Asistență: 2.000 Arbitri: Žvironas, Mikučionis |
| 24 martie 2007 18:00 | Luca 8                 | (21-8)  | Pasičnik 7          | Sala Sporturilor Traian, Râmnicu Vâlcea Asistență: 2.000 Arbitri: Žvironas, Mikučionis |
| 24 martie 2007 18:00 | 4× 3×                  | Cronica | 7× 2×               | Sala Sporturilor Traian, Râmnicu Vâlcea Asistență: 2.000 Arbitri: Žvironas, Mikučionis |

| 25 martie 2007 18:00 | Gjerpen Handball Skien | 28 - 25 | Cem. la Union-Ribarroja | Skienshallen, Skien Asistență: 400 Arbitri: Evers, Kums |
| 25 martie 2007 18:00 | Tønnessen              | (14-11) | Ejsmont 8               | Skienshallen, Skien Asistență: 400 Arbitri: Evers, Kums |
| 25 martie 2007 18:00 | 2× 3×                  | Cronica | 5× 3×                   | Skienshallen, Skien Asistență: 400 Arbitri: Evers, Kums |

## Semifinalele

### Meciurile
| Echipa #1              | Total | Echipa #2               | Tur   | Retur |
| ---------------------- | ----- | ----------------------- | ----- | ----- |
| Oltchim Râmnicu Vâlcea | 64–50 | Budapest Bank-FTC       | 36-23 | 28-27 |
| Byåsen HB Elite        | 59–59 | Cem. la Union-Ribarroja | 29-29 | 30-30 |

#### Turul
| 14 aprilie 2007 17:15 | Oltchim Râmnicu Vâlcea | 36 - 23 | Budapest Bank-FTC | Sala Sporturilor Traian, Râmnicu Vâlcea Asistență: 2.000 Arbitri: Håkansson, Nilsson |
| 14 aprilie 2007 17:15 | Maier 8                | (18-14) | Tóth 8            | Sala Sporturilor Traian, Râmnicu Vâlcea Asistență: 2.000 Arbitri: Håkansson, Nilsson |
| 14 aprilie 2007 17:15 | 4× 3×                  | Cronica | 4× 3×             | Sala Sporturilor Traian, Râmnicu Vâlcea Asistență: 2.000 Arbitri: Håkansson, Nilsson |

| 15 aprilie 2007 15:15 | Byåsen HB Elite    | 29 – 29 | Cem. la Union-Ribarroja | Trondheim Spektrum, Trondheim Asistență: 1.300 Arbitri: Kuz, Joba |
| 15 aprilie 2007 15:15 | Frafjord, Herrem 7 | (14–16) | Marti López 8           | Trondheim Spektrum, Trondheim Asistență: 1.300 Arbitri: Kuz, Joba |
| 15 aprilie 2007 15:15 | 7× 2×              | Cronica | 7× 3×                   | Trondheim Spektrum, Trondheim Asistență: 1.300 Arbitri: Kuz, Joba |

#### Returul
| 21 aprilie 2007 18:30 | Cem. la Union-Ribarroja    | 30 - 30 | Byåsen HB Elite | Pabellón Municipal, Riba-roja de Túria Asistență: 1.000 Arbitri: Hintenaus, Schneider |
| 21 aprilie 2007 18:30 | Ejsmont, Mangué González 8 | (18-13) | Frafjord 10     | Pabellón Municipal, Riba-roja de Túria Asistență: 1.000 Arbitri: Hintenaus, Schneider |
| 21 aprilie 2007 18:30 | 3×                         | Cronica | 2× 3×           | Pabellón Municipal, Riba-roja de Túria Asistență: 1.000 Arbitri: Hintenaus, Schneider |

| 22 aprilie 2007 18:00 | Budapest Bank-FTC     | 27 - 28 | Oltchim Râmnicu Vâlcea | Főtáv Kézilabda Aréna, Budapesta Asistență: 800 Arbitri: Gjeding, Hansen |
| 22 aprilie 2007 18:00 | Mravíková, Uhraková 6 | (12-13) | Meiroșu 8              | Főtáv Kézilabda Aréna, Budapesta Asistență: 800 Arbitri: Gjeding, Hansen |
| 22 aprilie 2007 18:00 | 2× 3×                 | Cronica | 4× 3× 1×               | Főtáv Kézilabda Aréna, Budapesta Asistență: 800 Arbitri: Gjeding, Hansen |

## Finala
În meciul tur, desfășurat la Trondheim, Oltchim Râmnicu Vâlcea a învins echipa norvegiană Byåsen HB Elite la o diferență de șase goluri. În retur, disputat la Râmnicu Vâlcea, handbalistele de la Oltchim au făcut o primă repriză foarte bună, stabilind la pauză un scor aparent liniștitor, 16-9. Pe fundalul unei relaxări a echipei gazdă, norvegiencele s-au apropiat și chiar au preluat conducerea, la scorul de 26-27, prin Camilla Herrem. Încercând să profite de moment, antrenorul norvegian Arne Högdahl a renunțat la portar și a jucat cu șase jucătoare de câmp, dar Valeria Beșe a egalat pentru 27-27. Scorul a fluctuat, iar echipa norvegiană a ajuns din nou în avantaj, 28-29. Ramona Maier a executat o lovitură de la 7 metri în ultimele secunde ale partidei, stabilind rezultatul final al returului, 29-29. Cu un scor general de 59-53, Oltchim Râmnicu Vâlcea a câștigat primul și singurul trofeu de acest gen din istoria clubului.

### Meciurile
| Echipa #1       | Total | Echipa #2              | Tur   | Retur |
| --------------- | ----- | ---------------------- | ----- | ----- |
| Byåsen HB Elite | 53–59 | Oltchim Râmnicu Vâlcea | 24–30 | 29-29 |

#### Turul
| 12 mai 2007 18:15 | Byåsen HB Elite | 24 – 30 | Oltchim Râmnicu Vâlcea | Trondheim Spektrum, Trondheim Asistență: 2.700 Arbitri: Nacevski, Nikolovski |
| 12 mai 2007 18:15 | Nøstvold 7      | (10-14) | Ardean-Elisei 9        | Trondheim Spektrum, Trondheim Asistență: 2.700 Arbitri: Nacevski, Nikolovski |
| 12 mai 2007 18:15 | 2× 3×           | Cronica | 3×                     | Trondheim Spektrum, Trondheim Asistență: 2.700 Arbitri: Nacevski, Nikolovski |

#### Returul
| 20 mai 2007 17:15 | Oltchim Râmnicu Vâlcea | 29 – 29 | Byåsen HB Elite         | Sala Sporturilor Traian, Râmnicu Vâlcea Asistență: 2.000 Arbitri: Goulão, Macau |
| 20 mai 2007 17:15 | Meiroșu 7              | (16-9)  | Snorroeggen, Nøstvold 8 | Sala Sporturilor Traian, Râmnicu Vâlcea Asistență: 2.000 Arbitri: Goulão, Macau |
| 20 mai 2007 17:15 | 3×                     | Cronica | 3× 2×                   | Sala Sporturilor Traian, Râmnicu Vâlcea Asistență: 2.000 Arbitri: Goulão, Macau |

| Câștigătoarea Cupei Cupelor EHF 2006-07 |
| --------------------------------------- |
| România                                 |
| CS Oltchim Râmnicu Vâlcea Primul titlu  |

## Top marcatoare
Actualizat pe 20 mai 2007
| Poz. | Nume                          | Echipă          | Goluri |
| ---- | ----------------------------- | --------------- | ------ |
| 1    | Valentina Ardean-Elisei (ROU) | Oltchim         | 76     |
| 2    | Ionela Stanca (ROU)           | Oltchim         | 60     |
| 3    | Ramona Maier (ROU)            | Oltchim         | 56     |
| 4    | Natalia Parșina (RUS)         | Astrahanocika   | 54     |
| 5    | Steluța Luca (ROU)            | Oltchim         | 51     |
| 6    | Adina Meiroșu (ROU)           | Oltchim         | 44     |
| 7    | Gøril Snorroeggen (NOR)       | Byåsen HB       | 42     |
| 8    | Aline Silva dos Santos (BRA)  | Union-Ribarroja | 39     |
| 9    | Iva Zámorská (CZE)            | Gjerpen         | 38     |
| 10   | Marit Malm Frafjord (NOR)     | Byåsen HB       | 35     |
| 10   | Ana Ghermaceva (RUS)          | Astrahanocika   | 35     |
| 10   | Natalia Kurbanova (RUS)       | Astrahanocika   | 35     |
| 10   | Raphaëlle Tervel (FRA)        | Akaba Bera Bera | 35     |